# وحشت (فیلم ۱۹۹۲)
وحشت (به هندی: Tahalka) فیلمی محصول سال ۱۹۹۲ و به کارگردانی آنیل شارما است. در این فیلم بازیگرانی همچون درمندرا، نصیرالدین شاه، موکش خانا، آدیتای پانچولی، جاوید جعفری، سونو والیا، اکتا سوهینی، شیکا سواروپ، پالاوی جوشی، شامی کاپور، آمریش پوری، پریم چوپرا، گلشن گروور، باب کریستو، پاریکشیت سهنی ایفای نقش کرده‌اند.